# Горчилин, Александр Михайлович
Алекса́ндр Миха́йлович Горчи́лин (16 сентября 1925 — 6 мая 1970) — красноармеец Рабоче-крестьянской Красной армии, участник Великой Отечественной войны, Герой Советского Союза (1943).

## Биография
Александр Горчилин родился 16 сентября 1925 года в деревне Чесноковка (ныне — Уфимский район Башкортостана) в семье крестьянина. Получил неполное среднее образование, работал в колхозе. В январе 1943 года Горчилин был призван на службу в Рабоче-крестьянскую Красную Армию. С мая того же года — на фронтах Великой Отечественной войны. К сентябрю 1943 года гвардии красноармеец Александр Горчилин был заместителем командира отделения 1-го мотострелкового батальона 69-й механизированной бригады 9-го механизированного корпуса 3-й гвардейской танковой армии Воронежского фронта. Отличился во время битвы за Днепр.
В ночь с 21 на 22 сентября 1943 года Горчилин одним из первых переправился через Днепр в районе сёл Луковица и Григорьевка Каневского района Черкасской области Украинской ССР и вступил в бой с противником. В боях за плацдарм он уничтожил около 45 вражеских солдат и офицеров. В бою за высоту 214,9 он первым ворвался в траншеи противника и в рукопашной схватке уничтожил 4 солдат противника.
Указом Президиума Верховного Совета СССР от 17 ноября 1943 года за «образцовое выполнение боевых заданий командования и проявленные мужество и героизм в боях с немецкими захватчиками» красноармеец Александр Горчилин был удостоен высокого звания Героя Советского Союза с вручением ордена Ленина и медали «Золотая Звезда» за номером 3666.
После окончания войны Горчилин был демобилизован. Проживал и работал в Уфе, умер 6 мая 1970 года.

## Награды
Был также награждён орденом Красной Звезды и рядом медалей.